# Walckenaeria abantensis
Walckenaeria abantensis là một loài nhện trong họ Linyphiidae. Chúng được Jörg Wunderlich miêu tả năm 1995.